# Гици, Енё
Енё Гици (4 мая 1893 — 18 января 1982) — венгерский дипломат и министр иностранных дел в правительстве, возглавляемом премьер-министром Миклошем Каллаи в период с 1943 по 1944 год.
До краха монархии он занимал должность консульского атташе Австро-Венгрии, после чего продолжил службу в той же должности, но уже при Венгрии. С ноября 1919 года его назначили вице-консулом, а с января 1923 года он получил звание консула, совмещая его с обязанностями секретаря посольства. В январе 1933 года ему присвоили должность советника консульства, а в июне 1939 года он стал советником, обладая статусом чрезвычайного посланника и полномочного министра. В период с 1929 по 1935 год он работал в посольствах в Праге, с 1936 по 1937 год — в Белграде, а с 1937 по 1939 год — в Берлине. Начиная с 1939 года, он возглавил политический отдел Министерства иностранных дел, а с декабря 1940 года был чрезвычайным посланником и полномочным министром. С июля 1943 года по март 1944 года он возглавлял Министерство иностранных дел Венгрии.
Он активно участвовал в политике выхода из войны. После марта 1944 года его влияние на политической арене сошло на нет. Летом 1951 года он подвергся депортации и до самой смерти проживал в уединении, сначала в Гёде, а затем в Будапеште.